# Tóth József (labdarúgó, 1929)
Tóth József, Tóth II. József (Mersevát, 1929. május 16. – Budapest, 2017. október 9.) világbajnoki ezüstérmes, tizenkétszeres válogatott labdarúgó, jobbösszekötő, jobbszélső. Öt gólt szerzett a magyar válogatottban, többek között 1955-ben, amikor a magyar válogatott 31 év után először nyert az olaszokkal szemben (2-0-ra). 1959-ben a Csepel SC csapatával magyar bajnoki címet szerzett. Róla és Várhidi Pálról könyv is megjelent, Az Aranycsapat elfeledett legendái címmel. Csepel örökös bajnoka, Budapest díszpolgára; szülőfalujában, Merseváton 2015 óta sportpálya viseli a nevét.

## Pályafutása

### Klubcsapatban
Egész pályafutása alatt a Csepel labdarúgója volt, 1940 és 1961 között. Összesen 296 bajnoki mérkőzésen lépett pályára és 78 gólt szerzett. Az 1958–59-es idényben bajnokságot nyert csapat tagja volt. 1961-ben fejezte be az aktív labdarúgást.

### A válogatottban
1953 és 1957 között 12 alkalommal szerepelt a magyar válogatottban és 5 gólt szerzett. Az 1954. május 23-án megrendezett angolok elleni népstadionbeli 7–1-es mérkőzésen is pályára lépett, s gólt is szerzett. Tagja volt az 1954-es svájci világbajnokságon részt vevő ezüstérmes csapatnak: az NSZK elleni 8–3-as (gólt is szerzett) és a brazilok elleni győzelemnek volt aktív részese.

## Halála
2017. október 9-én, 88 éves korában hunyt el. Október 26-án Csepelen helyezték végső nyugalomra. Temetésén részt vett Dunai Antal, Gyimesi László, Raduly József és Wichmann Tamás is.

## Sikerei, díjai
- Világbajnokság
  - ezüstérmes: 1954, Svájc
- Magyar bajnokság
  - bajnok: 1958–59
- A Magyar Népköztársaság Érdemes Sportolója (1955)[6]
- Budapest díszpolgára (2014)
- A Magyar Érdemrend tisztikeresztje (2015)[7]

## Statisztika

### Mérkőzései a válogatottban
| Magyarország | Magyarország         | Magyarország                   | Magyarország | Magyarország | Magyarország | Magyarország   | Magyarország | Magyarország |
| #            | Dátum                | Helyszín                       | Hazai        | Eredmény     | Vendég       | Kiírás         | Gólok        | Esemény      |
| ------------ | -------------------- | ------------------------------ | ------------ | ------------ | ------------ | -------------- | ------------ | ------------ |
| 1.           | 1953. október 4.     | Szófia, Levszki-stadion        | Bulgária     | 1 – 1        | Magyarország | barátságos     | -            |              |
| 2.           | 1954. május 23.      | Budapest, Népstadion           | Magyarország | 7 – 1        | Anglia       | barátságos     | 1            | 60'          |
| 3.           | 1954. június 20.     | Bázel, St. Jakob stadion (SUI) | Magyarország | 8 – 3        | NSZK         | vb-csoportkör  | 1            | 75'          |
| 4.           | 1954. június 27.     | Bern, Wankdorfstadion (SUI)    | Magyarország | 4 – 2        | Brazília     | vb-negyeddöntő | -            |              |
| 5.           | 1954. szeptember 19. | Budapest, Népstadion           | Magyarország | 5 – 1        | Románia      | barátságos     | -            | 30'          |
| 6.           | 1955. május 8.       | Oslo, Ullevaal Stadion         | Norvégia     | 0 – 5        | Magyarország | barátságos     | -            |              |
| 7.           | 1955. május 19.      | Helsinki, Olimpiai Stadion     | Finnország   | 1 – 9        | Magyarország | barátságos     | 1            | 49'          |
| 8.           | 1955. október 16.    | Budapest, Népstadion           | Magyarország | 6 – 1        | Ausztria     | Európa-kupa    | 1            | 38' 67'      |
| 9.           | 1955. november 27.   | Budapest, Népstadion           | Magyarország | 2 – 0        | Olaszország  | Európa-kupa    | 1            | 83'          |
| 10.          | 1956. február 19.    | Isztambul                      | Törökország  | 3 – 1        | Magyarország | barátságos     | -            | 46'          |
| 11.          | 1957. június 16.     | Stockholm, Råsunda Stadion     | Svédország   | 0 – 0        | Magyarország | barátságos     | -            |              |
| 12.          | 1957. június 23.     | Budapest, Népstadion           | Magyarország | 4 – 1        | Bulgária     | vb-selejtező   | -            |              |
|              | Összesen             |                                |              | 12           | mérkőzés     |                | 5            | gól          |

## Emlékezete
- Czibor Zoltánnal közös szobra áll a Csepel SC Béke téri stadionja előtt. (2017)[8]